# Communist Party of United States of India
Communist Party of United States of India är ett underjordiskt politiskt parti i Indien, med bas i Andhra Pradesh. CPUSI bildades när Communist Party of India (Marxist-Leninist) Janashakti fragmenterades av fraktionsstrider i slutet av 1990-talet. CPUSI tillhörde den grenen som ville lägga tydligast fokus på kastproblematiken i det indiska samhället (i motsats till att prioritera klass). CPUSI bedriver väpnad kamp, organiserat inom s.k. dalams.